# Christopher Walken
Ronald Christopher Walken (Queens (New York), 31 maart 1943) is een Amerikaans acteur en tapdanser, die een Academy Award won voor 'Beste Acteur in een Bijrol' in The Deer Hunter en opnieuw in deze categorie werd genomineerd voor zijn bijrol in Catch Me If You Can. 
In zijn lange acteurscarrière heeft hij in meer dan honderd toneelstukken gestaan en in meer dan honderd films en televisieprogramma's opgetreden. Bij het grote publiek staat hij bekend om zijn gebeitelde en geïmiteerde imago van gesoigneerde en meedogenloze gangster, maar Walken heeft ook in experimentele films en komedies gespeeld, en als tapdanser opgetreden in de door VH1 tot "Beste Videoclip Aller Tijden" uitgeroepen Weapon of Choice-videofilm.

## Levensloop
Walken werd geboren in de Astoriabuurt van de New Yorkse stadswijk Queens. Hij was de tweede zoon van Paul Walken, een Duitse immigrant die een goedlopende bakkerij had, en de Schotse immigrant Rosalie, die zelf toneelambities koesterde. Beide ouders waren als enigen van hun Europese families naar Amerika geëmigreerd. De fotogenieke baby werd oorspronkelijk Ronald genoemd, naar de Amerikaanse filmster Ronald Colman. Ronnie werd met zijn oudere en jongere broer naar de Professional Children's School in Manhattan gestuurd, waar ze alle drie toneel- en tapdansles kregen. De drie broers waren tijdens hun jeugd al actief als televisieacteur.

### Carrière
In 1953 had Walken een vaste rol als verteller in de televisieserie The Wonderful John Acton. Toen hij zag hoe sterren als Jerry Lewis een welhaast koninklijke behandeling kregen besloot hij verder te gaan in de wereld van de showbizz. Na een jaar Engelse literatuur te hebben gestudeerd aan de New Yorkse Hofstra University, werd Walken in eerste instantie gevraagd als danser in producties als Best Foot Forward, met de 16-jarige Liza Minnelli. Hij heeft een aantal toneelstukken op zijn naam staan als acteur met een repertoire van meer dan honderd stukken, waaronder werken van Tennessee Williams en Anton Tsjechov.
In 1964 raadde nachtclubchanteuse Monique Van Vooren hem aan zijn voornaam in Christopher te veranderen. In 1966 won Walken de Clarence Derwent Award voor zijn optreden als de koning van Frankrijk in The Lion in Winter (waaruit hij bijna werd ontslagen vanwege plankenkoorts) en een Obie Award in 1975 voor Kid Champion. Verder heeft hij hoofdrollen gespeeld in een aantal Shakespeare-producties, zoals Hamlet, Macbeth, Romeo en Julia en Coriolanus. Walken heeft een filmpje getiteld Popcorn Shrimp (2001) geschreven en geregisseerd, na in 1995 een toneelstuk over zijn jeugdidool Elvis Presley te hebben geschreven, getiteld Him, waarin hij tevens de hoofdrol vervulde.
Walken speelde sinds 1969 in meer dan honderd films, en vanaf 1953 in televisieseries als The Colgate Hour, Kojak en Naked City. Na aandacht te hebben getrokken in Annie Hall van Woody Allen won Walken in 1978 zijn enige Academy Award, voor beste bijrol in The Deer Hunter. Hierin speelde hij een gevoelige metaalarbeider uit Pittsburgh die een zelfdestructieve zombie wordt, verslaafd aan heroïne en Russische roulette na zijn oorlogservaringen in Vietnam. Naar verluidt at Walken een week lang niets anders dan bananen met rijst om de uitgeholde tronie van deze Nick Chevotarevich te accentueren. Walken werd opnieuw genomineerd in dezelfde categorie in 2002 voor zijn bijrol in Catch Me If You Can (2002), als Frank Abagnale Sr., de vader van het personage van Leonardo DiCaprio.
Walken vertoonde zijn kunsten in drie muziekvideo's. Zijn debuut kwam als de beschermengel in de Bad Girl-video van Madonna uit 1993. Zijn tweede rol was in Breakin' Down van Skid Row. Zijn derde was in Fatboy Slims Weapon of Choice-clip in 2001, die zes MTV Awards in de wacht sleepte en tot beste videoclip aller tijden werd uitgeroepen door het Britse kanaal VH1. In dit filmpje doet de dan tegen de zestig lopende Walken een tapdans rond de lobby van het Marriott Hotel in Los Angeles.
Recentere rollen speelde Walken als de zoon van (de door hem bewonderde) Michael Caine in Around the Bend, in Adam Sandler-komedie Click en in Man of the Year met Robin Williams. Walken schijnt vrijwel nooit een rol te weigeren en is bereid de meest inferieure films een steuntje in de rug te geven, zoals Joe Dirt uit 2001 en de remake van The Stepford Wives uit 2004. Dit gebrek aan kieskeurigheid heeft Walken nominaties opgeleverd voor drie Razzie Awards (voor de slechtste acteerprestatie), namelijk voor Kangaroo Jack, Gigli en The Country Bears.
Ondanks zijn financiële succes en zijn schare bewonderaars is Walken niet te beroerd geweest om te verschijnen in het humoristische Amerikaanse televisieprogramma Saturday Night Live met zelfparodie. Hij moest lachen om imitators als Kevin Spacey en Jay Mohr, die zijn kaatsende New Yorkse accent met komma's als uitroeptekens nadeden. Walken reageerde geamuseerd toen een website genaamd www.Walken2008.com beweerde dat de apolitieke acteur zich kandidaat had gesteld voor het Amerikaanse presidentschap, compleet met gefingeerde politieke uitspraken.

### Privé
Walken is in 1969 getrouwd met de casting director van The Sopranos, Georgianne Thon. Hij leerde haar kennen toen hij als 22-jarige West Side Story acteur op tournee was. Het bewust kinderloze echtpaar bewoont een appartement in Manhattan en heeft een huis in Wilton, Connecticut. In zijn vrije tijd bestudeert Walken het gedrag van katten, bereidt hij Japanse gerechten en schildert hij.
De enige Hollywoodroddel die de gedisciplineerd levende Walken jarenlang heeft achtervolgd, is de insinuatie dat actrice Natalie Wood zelfmoord zou hebben gepleegd vanwege onbeantwoorde liefde voor Walken, haar tegenspeler in Brainstorm in 1983. Uit respect jegens de nabestaanden zweeg Walken zelf jaren over haar verdrinkingsdood en meldde uiteindelijk dat Wood (die niet kon zwemmen) waarschijnlijk was uitgegleden bij het verplaatsen van een sloep en met haar regenjas aan te water was geraakt. Walken zat op het zeiljacht te praten met de echtgenoot van het slachtoffer, Robert Wagner, die voor de tweede keer met Wood was getrouwd. Het verhaal van Walken werd in november 2011 officieel in twijfel getrokken naar aanleiding van herinneringen van de kapitein van het schip.

## Imago
In contrast met zijn filmimago van ijzige, dreigende gangster is Walken privé een geanimeerde verteller. Zijn rijzige gestalte en bleke, aristocratisch aandoende gelaat, maar vooral zijn lugubere strakke blik (een oog is blauw, het andere lichtbruin) leverden hem de bijnamen 'The Duke of Spook' en 'Angel of Death' op. At Close Range-mede-acteur Sean Penn merkte ooit op dat Walken beslist poëzie door zijn aderen had vloeien, maar dat het lastig was om vast te stellen of die engelachtig of duivels was. De hieruit voortvloeiende dramatische spanning maakt Walken geknipt voor rollen in het griezelfilmgenre, onder andere in The Dead Zone, Sleepy Hollow, The Prophecy en The Addiction.
Zijn rollen in publiekstrekkers zoals A View to a Kill en Batman Returns stelden Walken in staat om te experimenteren met meer uitdagende rollen in onafhankelijke of art house-films, zoals At Close Range, King of New York en The Comfort of Strangers. Een strategie die garant staat voor spontane dialogen en alerte reacties ontwikkelde Walken door consequent slechts zijn eigen tekst in het scenario te lezen.
Acteurs die geïnspireerd zijn geweest door Walkens uitstraling en genuanceerde 'poker face'-mimiek zijn Johnny Depp (die Walken strikte voor Sleepy Hollow en Nick of Time), David Bowie (die hem als eregast op zijn 50-jarige verjaarsfeest uitnodigde) en Val Kilmer (die Walkens oorspronkelijke idee voor Wonderland overnam omdat het te lang op de plank had gelegen en Walken zich te oud voelde voor de hoofdrol).

## Rollen in televisieseries
- The Wonderful John Acton – Kevin Acton (1953)
- The Motorola Television Hour – rol onbekend (afl. "The Muldoon Matter", 1954)
- The Guiding Light – Michael 'Mike' Bauer #1 (afl. onbekend, 1954-1956)
- Naked City – Chris (afl. "Robin Hood and Clarence Darrow, They Went Out with Bow and Arrow", 1963)
- Hallmark Hall of Fame – Lamprocles (afl. "Barefoot in Athens", 1966)
- Hawaii Five-O – Walt Kramer (afl. "Run, Johnny, Run", 1970)
- Kojak – Ben Wiley (afl. "Kiss It All Goodbye", 1977)
- The Outlaws - Frank Sheldon (2021 - )